# エタノール-アセトアルデヒドシャトル
エタノール-アセトアルデヒドシャトル(Ethanol-acetaldehyde shuttle)は、真核生物においてミトコンドリアのクエン酸回路などで副産物として生じたNADHを、細胞質の酸化還元反応に共役させてNAD+へと再酸化する機構の1つである。出芽酵母をはじめとする酵母において生理的意義を持つと考えられている。

## 機構
エタノール-アセトアルデヒドシャトルは、細胞質とミトコンドリアにある最低2つのアルコールデヒドロゲナーゼ(ADH; EC 1.1.1.1)から構成されている。
ミトコンドリアのADHはミトコンドリアで過剰となったNADHをNAD+に酸化し、アセトアルデヒドをエタノールに還元する。エタノールやアセトアルデヒドは生体膜を自由に透過するため、生じたエタノールは細胞質へと拡散する。細胞質のADHによってエタノールがアセトアルデヒドに酸化される際にNAD+がNADHへと還元され、その結果ミトコンドリアから細胞質へと還元当量が輸送されたことになる。
このシャトル系は自由拡散に依存しており輸送体が関与していない。そのためNADHやNAD+の濃度勾配に逆らって機能することはできない。また原理的には、濃度勾配が逆転すれば逆向きに動作することが可能で、その場合は細胞質のNADHをNAD+に再酸化し、ミトコンドリアのNAD+をNADHへ還元することになる。

## 生理的意義
出芽酵母の場合、嫌気的条件でもミトコンドリアがアミノ酸の合成に関わっており、そこでNADHが生じる。NADHはミトコンドリア内膜を透過できず、好気的条件であれば呼吸鎖がNADHを酸化するが、嫌気的条件ではそれもできない。そこでミトコンドリア内の酸化還元バランスを保つために、NADHを間接的に細胞質へ汲み出して再酸化するのがエタノール-アセトアルデヒドシャトルの存在意義だと考えられる。ただしこの場合、細胞質のADHはNADHを再酸化しエタノールを産生する向きに機能しており、文字通りのシャトル系として機能しているわけではない。細胞質のピルビン酸デカルボキシラーゼによって生じたアセトアルデヒドがミトコンドリアへ拡散し、ミトコンドリアのADHによってエタノールへと還元され、生じたエタノールは発酵産物として排出されるだけである。その分のNADHが細胞質側で過剰になってしまうが、細胞質のNAD依存性グリセロール-3-リン酸デヒドロゲナーゼが再酸化し、結果的にグリセロールが産生される。

## 歴史
1970年ミュンヘン大学のvon JagowとKlingenbergが提唱した。